# Onkruit

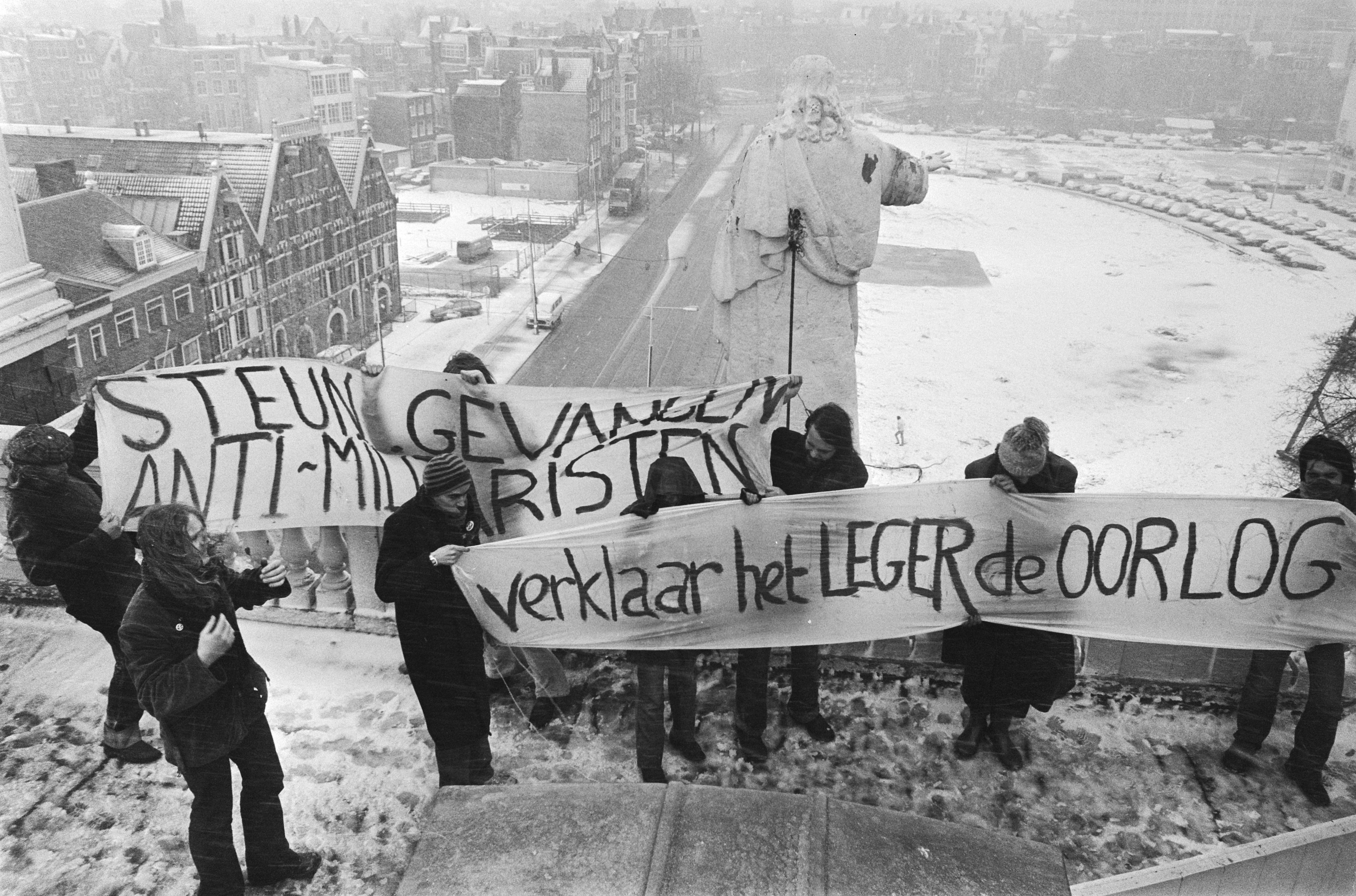
Onkruit op de Mozes en Aaronkerk in 1979

Onkruit (1974-1986) was een Nederlandse radicale actiegroep van militante antimilitaristen. Onkruit richtte zijn acties tegen het leger, kernwapens en de wapenindustrie in het algemeen. Verder hield het dossiers bij over onderwerpen als "Nederlandse bedrijven in Irak", "kernwapens in Nederland", "militaire objecten in Nederland" en "deelnemers UDT wapenbeurs". De groep steunde ook het zogeheten totaaldienstweigeren.

## Historie
Vanaf 1970 bestond binnen de dienstweigeraarsbeweging onvrede over de erkenningsgronden en werd de vraag gesteld of het wel zin had om je te laten erkennen als gewetensbezwaarde, omdat daarmee het militaire apparaat en de defensie-industrie niet wezenlijk werden aangetast. Er waren begin jaren zeventig contacten met de internationale beweging van totaalweigeraars en in Nederland werd het Internationaal Totaal Dienstweigerings Collectief (ITDC) opgericht. Totaalweigeraars weigerden een beroep te doen op de Wet Gewetensbezwaren Militaire Dienst.  De groep steunde ook het zogeheten totaaldienstweigeren van opgeroepen dienstplichtigen wegens principiële bezwaren tegen het doen van een beroep op de wettelijke regeling die voorzag in het door hen verworpen alternatief van de tewerkstelling als vervangende dienstplicht.
Er lagen contacten met de Vereniging Dienstweigeraars, maar de naam Onkruit is onafhankelijk van die vereniging ontstaan toen een aantal jonge mensen in de zomer van 1974 bijeen kwam in Overschie. De naam werd bedacht door een van de aanwezigen die, toen hij in de tuin waar ze vergaderden een schoffelende vriendin zag, uitriep: `Onkruit, met een t, tegen kruit, wat ze ook schoffelen, ze zullen ons er niet onder krijgen´.
Onkruit kwam nadrukkelijk op voor de totaalweigeraars en kreeg landelijk veel publiciteit, waarbij het regelmatig tot botsingen met de politie en tot rechtszaken kwam. De groep bestond uit minder dan honderd echte activisten. Ze opereerden landelijk met acties, zoals zich vastketenen aan het hek van het ministerie van Defensie, verstoren van militaire open dagen, kerktorens bezetten en bruggen beklimmen. Een andere actie was de bezetting van het bevolkingsregister in Amsterdam. Bij deze en dergelijke acties werden soms ook (overheids)eigendommen vernield, zoals bij de 'Bunkerbuit' en de overval op het Provinciaal Militair Commando in Amsterdam, waarbij geheime defensiedocumentatie werd gestolen en gepubliceerd in onder meer de PMC Papers'.
Rond 1985 stierf de beweging als actiegroep een stille dood en werd nadien voortgezet als AMOK, dat staat voor Anti-Militaristisch Onderzoeks Kollectief. In de jaren 90 was een groep jonge Onkruit-activisten nog even actief onder de naam 'Onkruit Vergaat Niet!'.

## Samenstelling en vorm
De leden van Onkruit noemden zich antimilitaristen, doch lang niet allen tevens expliciet pacifisten en/of anarchisten. De groep was vrij amorf, ook wegens het illegale karakter van sommige activiteiten en tevens uit vrees voor aandacht van de zijde van de toenmalige Binnenlandse Veiligheidsdienst, en ze betitelde zichzelf als ‘geen actiegroep maar een groep acties’

## Terugblik
Tijdens de overdracht van het totaalweigerarchief aan het Internationaal Instituut voor Sociale Geschiedenis hield Dick Willemsen, een bekend totaalweigeraar uit de jaren 70, op 24 september 2003 een presentatie onder de titel: Over het ontstaan van de naam Onkruit.
In augustus 2008 presenteerde het GroenLinks-Tweede Kamerlid Wijnand Duyvendak zich in zijn boek Een klimaatactivist in de politiek en in de publiciteit rondom de boekpresentatie als voormalig Onkruit-activist.